# Stadio Pierre de Coubertin (Losanna)
Lo stadio Pierre de Coubertin è uno stadio di atletica leggera situato a Losanna, in Svizzera, nel quartiere di Vidy.
Con la capacità di circa 6.000 spettatori, con possibilità di raddoppio dei posti a sedere se necessario, l'impianto dispone di una pista di atletica e più ospitare gare di salto in lungo, lancio del peso e lancio del martello. La struttura prende il nome da Pierre de Coubertin, il fondatore dei Giochi olimpici moderni, che nel 1915 decise di stabilire a Losanna la sede del Comitato Olimpico Internazionale.
Tra il 1977 e il 1985, ha ospitato il meeting atletico di Athletissima, prima che questo si spostasse allo Stade Olympique de la Pontaise. Lo stadio ospita anche l'arrivo della 20 km di Losanna.